# Sonata para oboe y piano (Saint-Saëns)

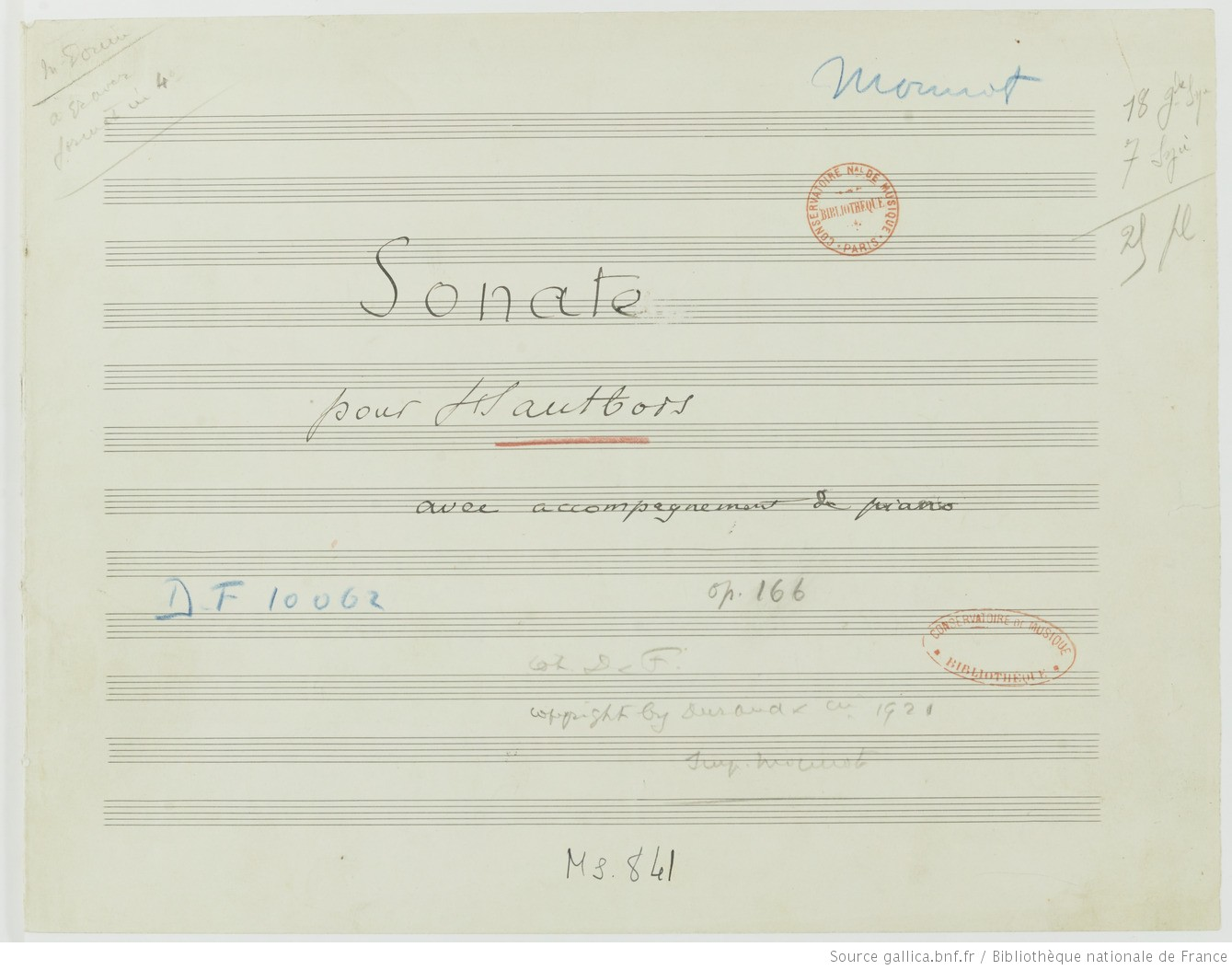
Primera página de la partitura de la sonata.

La Sonata para oboe y piano en re mayor, Op. 166, de Camille Saint-Saëns fue escrita en 1921, año de la muerte del compositor. Tan pronto como la acabó, Saint-Saëns le comunicó a su editor en París que quería probarla antes de que fuera editada para su publicación. La sonata fue interpretada por su amigo Louis Bas, primer oboe solista de la Societé du Conservatoire de l'Opéra, que estaba tan encantado con la obra que Saint-Saëns se la dedicó.
La sonata es la primera de las tres sonatas que Saint-Saëns compuso para instrumentos de viento. Las otras son la Sonata para clarinete y piano (Op. 167) y la Sonata para fagot y piano (Op. 168), compuestas ese mismo año.

## Estructura
La pieza consta de tres movimientos:
1. Andantino
2. Ad libitum - Allegretto - Ad libitum
3. Molto Allegro

Los movimientos no están ordenados según el esquema rápido-lento-rápido de la forma sonata tradicional. El tempo de los movimientos aumenta sucesivamente.
El primer movimiento, Andantino, se inicia con una música pastoral amable, en ritmo ternario ABA.
La parte central del segundo movimiento, marcado Allegretto, hay una giga, escrita en 6/8. Va precedido de una introducción y finaliza con un epílogo. La introducción y el epílogo están marcados ad libitum, esto es, que el intérprete es libre de elegir el tempo que más le convenga.Al final del segundo movimiento hay una cadenza para el oboe, entrecortada por acordes del piano, lleno de frases muy expresivas.
El último movimiento, titulado Molto Allegro, breve y brillante, tiene pasajes de gran dificultad y virtuosismo.